# Gragnano (Nápoles)
Gragnano é uma comuna italiana da região da Campania, província de Nápoles, com cerca de 28.991 habitantes. Estende-se por uma área de 14 km², tendo uma densidade populacional de 2071 hab/km². Faz fronteira com Agerola, Casola di Napoli, Castellammare di Stabia, Lettere, Pimonte, Ravello (SA), Sant'Antonio Abate, Santa Maria la Carità, Scala.

## Demografia
| Variação demográfica do município entre 1861 e 2011                               |
|                                                                                   |
| Fonte: Istituto Nazionale di Statistica (ISTAT) - Elaboração gráfica da Wikipedia |